# Hungry Music
Hungry Music ist ein französisches Plattenlabel für Elektronische Tanzmusik.

## Geschichte
Das Label wurde im Jahr 2013 von den französischen DJs und Musikproduzenten Worakls, N'to und Joachim Pastor in Aix-en-Provence gegründet. Im Jahr 2017 schloss sich der belgische DJ und Musikproduzent Stereoclip zeitweise dem Label an. 2019 trat Joris Delacroix Hungry Music bei.
Im Juni 2020 verließ Joachim Pastor Hungry Music und trat Armada Music bei.

## Künstler
Bei Hungry Music haben bislang folgende Künstler veröffentlicht:
- Worakls (Gründer)
- N'to (Gründer)
- Joachim Pastor (Gründer)
- Stereoclip
- Joris Delacroix

## Veröffentlichungen
Singles
- HM01 - Worakls & N’to  - Utopia & Porto (2014)
- HM02 - Worakls - Flocon de Neige & Elea (2014)
- HM03 - N’to - Petite & Ayahuasca (2014)
- HM04 - Joachim Pastor - Kenia & Couleur (2014)
- HM05 - Worakls - Salzburg & Far Far Away (2014)
- HM06 - N’to - Monkey Man & Minor Swag ft. Grant Lazlo (2014)
- HM07 - Joachim Pastor - Mekong & Joda (2014)
- HM08 - Worakls - Toi & Cerisier Blanc (2015)
- HM09 - N’to - Time & Chez Nous (2015)
- HM10 - Joachim Pastor - Reykjavik & Oulan Bator (2015)
- HM11 - N’to - Plein Ciel & Comète (2015)
- HM12 - Joachim Pastor - Taïga & Amazone (2015)
- HM13 - Worakls - Question Réponse & From Now On (2015)
- HM14 - N’to - Note Blanche & Meanwhile in Rio (2016)
- HM15 - Joachim Pastor - Fixi, Laos, & The Same (2016)
- HM16 - Worakls - Mellotron & Pandemonium (2016)
- HM17 - N’to - La clé des champs & In the mood for Noune (2016)
- HM18 - Joachim Pastor - Eternity & Millenium (2016)
- HM19 - Stereoclip - Airplane Lesson (2016)
- HM20 - Worakls - Nocturne (2017)
- HM21 - N’to - Carrousel (2017)
- HM22 - Joachim Pastor - Promesse (2017)
- HM23 - Worakls - Sanctis (2017)
- HM24 - N’to - The Hound (2017)
- HM25 - Joachim Pastor - Mountain (2017)
- HM26 - Stereoclip - North Sea (2018)
- HM27 - N’to - Croche (2018)
- HM28 - Joachim Pastor - Ariane (2018)
- HM29 - N’to - Alter Ego (2018)
- HM30 - Joachim Pastor - Corsair (2018)
- HM31 - N’to - Charlie (2018)
- HM32 - Worakls - Cloches (2019)
- HM33 - Joachim Pastor - Eiffel Powder (2019)
- HM34 - N’to - The Morning After (2019)
- HM35 - Joris Delacroix - Time to Lose (2019)
- HM36 - Joachim Pastor - Goodbyes (2019)
- HM37 - Joris Delacroix - Stay (2020)
- HM38 - Worakls - Red Dressed (Ben Böhmer Remix) (2020)
- HM39 - Worakls - Hortari & Detached Motion Remixes (2021)
- HM40 - Worakls - Rodriguez JR. & Booka Shade - “Nikki” & “Entrudo” Remixes (2021)

EPs
- HMR1 - Worakls, N’to, Joachim Pastor feat Boris Brejcha, Einmusik, Oliver Koletzki - Hungry Music Remix, Vol. 1 (2016)
- HMHS1 - N’to, Joachim Pastor - Special EP (Inoffizieller Release, 2017)

Alben
- HMV 001 - Worakls, N’to, Joachim Pastor - Hungry 5 (The Best Of 5 Years With Worakls, N’to & Joachim Pastor) (2018)
- HMR3 - Worakls - Orchestra (2019)